# Cmentarz żydowski na Muszej Górze w Poznaniu

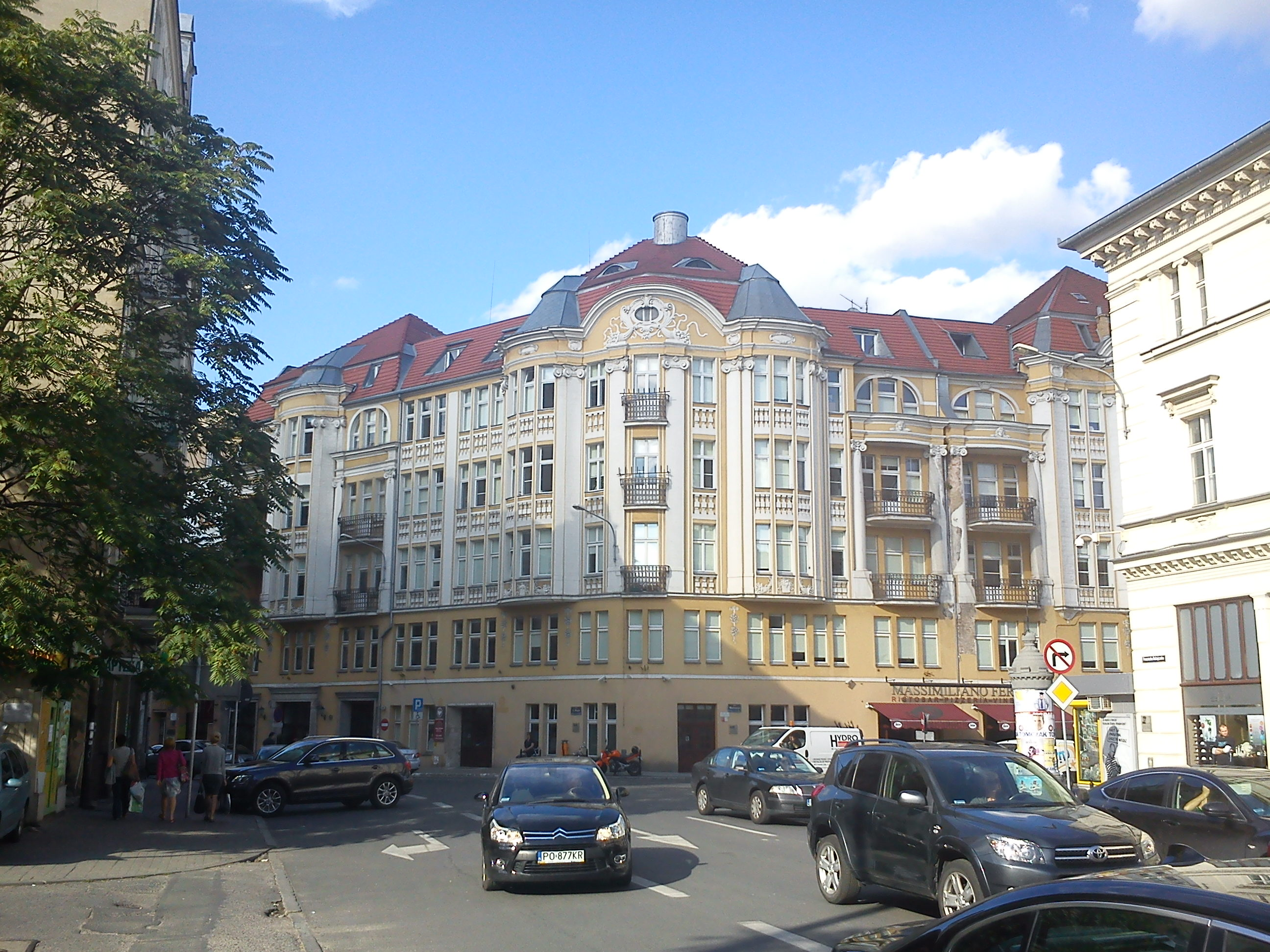
Kamienica Towarzystwa Union na miejscu nekropolii

Cmentarz na Muszej Górze – nieistniejący cmentarz żydowski, który był zlokalizowany w Poznaniu na Muszej Górze, czyli na narożniku obecnego Placu Wolności i ul. 3 Maja (sięgał aż do pierzei dzisiejszego placu Cyryla Ratajskiego).

## Historia
Cmentarz ten istniał już w średniowieczu. Działka znajdowała się na terenach parafii św. Marcina, co powodowało, że z Żydów ściągana była danina za użytkowanie gruntu. Od 1793 planowano budowę Nowego Miasta na tych terenach, co przyspieszył pożar z 1803. Wtedy to Prusacy wymusili na Żydach opuszczenie starego cmentarza, przekazując grunt na cmentarz przy ul. Głogowskiej (1804). Zaginęły podówczas bez śladu liczne zabytkowe pomniki nagrobne. Legenda głosi, że cmentarz zniesiono, ponieważ królowa Luiza Pruska, zamieszkująca w pobliżu, nie chciała mieć widoku na żydowskie groby.
Obecnie nie ma żadnych śladów po nekropolii. Na jej miejscu wznosi się okazała kamienica Towarzystwa Ubezpieczeniowego Union.